# لاورنس تن دام
لاورنس تن دام (هلندی: Laurens ten Dam؛ زادهٔ ۱۳ نوامبر ۱۹۸۰) دوچرخه‌سوار اهل هلند است.
از باشگاه‌هایی که در آن رکاب زده‌است می‌توان به تیم سانوب، و تیم لوتوان‌ال–یومبو، سایکل کولستروپ، تیم سانوب، و تیم دوچرخه‌سواری رابوبانک دولوپمنت اشاره کرد.